# Wilhelm Heckmann

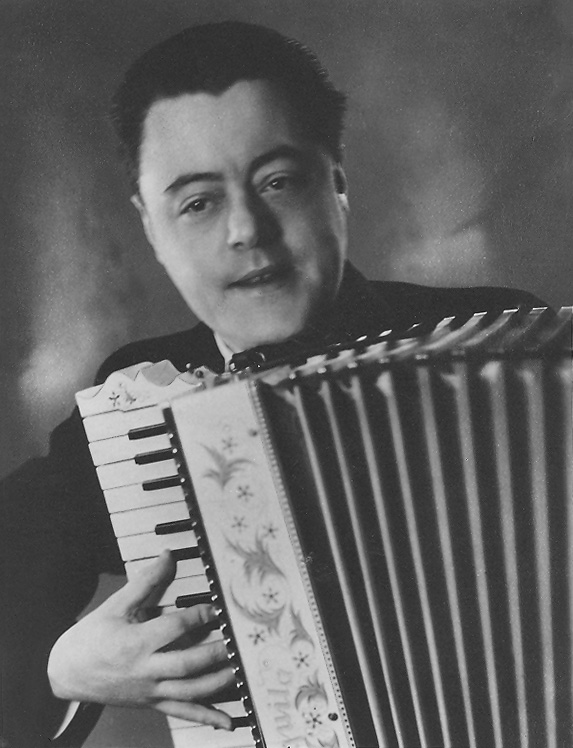
Wilhelm Heckmann met accordeon

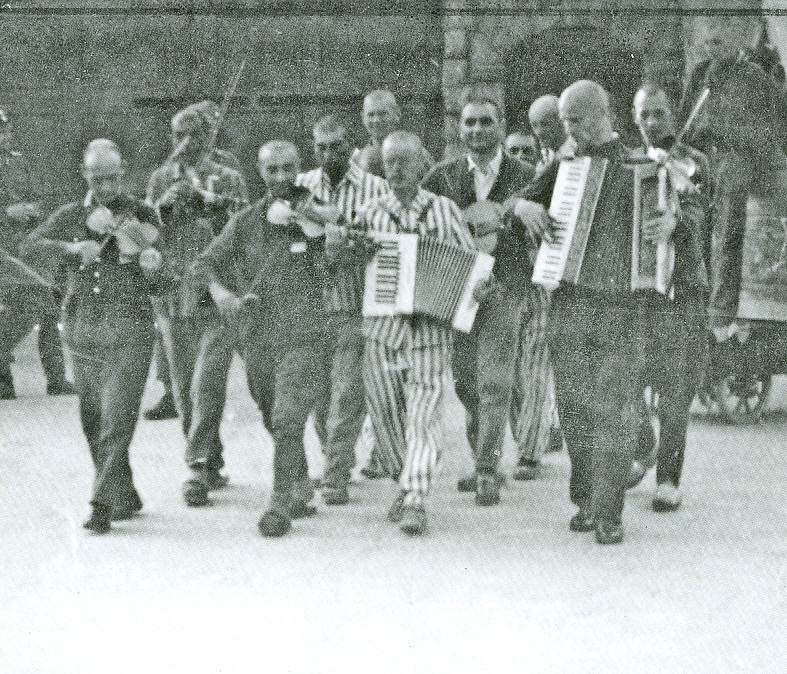
Muziekkapel concentratiekamp Mauthausen (Wilhelm Heckmann met klein accordeon), 30 juli 1942

Wilhelm Heckmann (Dortmund-Wellinghofen, 26 juni 1897 – Wuppertal, 10 maart 1995) was een Duitse concert- en entertainmentmuzikant. Van 1937 tot 1945 zat hij in de concentratiekampen Dachau en Mauthausen. In het concentratiekamp Mauthausen stichtte hij de eerste gevangenenkapel en was hij bij de oprichting van het groot gevangenenorkest betrokken.

## Leven
Als zoon van de herbergier Adolf Heckmann, groeide Willi Heckmann op in het herbergmilieu van Altena (Westfalen). Na de Eerste Wereldoorlog (Vaderlandse hulpdienst en militaire dienst) studeerde Heckmann zang en piano aan het stedelijk conservatorium in Hagen (Westfalen), onder andere bij Otto Laugs.
In de jaren 1920 voerde hij gastvoorstellingen uit als “Rijnlandse Tenor” in Wuppertal, Altena, Rheydt, Zürich en Berlijn; daarnaast begeleidde hij zwijgende films als bioscoopmuzikant in, onder andere, het “Zentraltheater” in Altena en “Thalia” in Wuppertal. In het begin van de jaren 1930 gaf hij een aantal gastvoorstellingen in Stuttgart, Gotha en Düsseldorf. Vanaf 1934 oefende de nationaalsocialistische regering meer en meer de druk uit op de beroepsmuzikanten, die zich naar de nationaal-racistische lijn van de partij moesten richten, volgens de politiek van de “Gleichschaltung” (gelijkschakeling). De zogenoemde Entartete Kunst werd verbannen en de populaire en lichte muziek (“Schlager”) bevorderd. In het muziektijdschrift “Das Deutsche Podium, Kampfblatt für deutsche Musik” (Het Duits Podium, Strijdblad voor de Duitse muziek) werd Heckmann toenemend lovend besproken: "in de loop der maanden heeft hij een steeds groter wordende groep vrienden en mecenassen veroverd (...) met een fijne en goed getrainde tenorstem (...) Willi Heckmann, die muzikaal niets verloren doet gaan (...) zijn volume vult de zaal (...) pianospel, een mooi akkoord, een goed getraind gezang, Mijnheer Heckmann heeft het allemaal"
Verdere optredens en contracten volgden in Stuttgart, Gotha, München, Partenkirchen en Passau. Daar werd hij op 29 juli 1937, geheel onverwacht, zonder acute reden of rechterlijk bevel, door de Gestapo gearresteerd, verhoord en, met verwijzing naar een vroegere homoseksuele episode, “volgens Paragraaf 175” (het homoseksueel artikel) in “preventieve hechtenis” naar het concentratiekamp Dachau overgebracht. De precieze omstandigheden rondom zijn deportatie zijn tot nu toe niet opgehelderd.
In het begin van de Tweede Wereldoorlog werd Heckmann naar het KZ Mauthausen in Oostenrijk overgebracht. In Mauthausen werkte hij in de steengroeve “Wiener Graben”, maar hij slaagde er rond 1940 in om een muzikantentrio op te richten, dat verschillende muziekgenres voor SS’ers, ter gelegenheid van bezoeken van belangrijke gasten en in het casino moest spelen. Op de foto van het “Zigeunerorkest”, toen deze samen met de gevluchte en daarna weer opgepakte gevangene Hans Bonarewitz op 30 juli 1942 door het kamp rondgeleid en daarbij door de fotoafdeling van de SS gefotografeerd werd, bevindt Willi Heckmann zich in de eerste rij van de muzikanten, in een toonaangevende positie. Rechts van hem (met een groot accordeon) staat Georg Streitwolf, de kapo van het postbureau. Nadat Heinrich Himmler tijdens zijn bezoek in de herfst van 1942 het bevel gaf om een groot kamporkest op te richten, werd de kapel “met de hulp van of door de bemiddeling van Heckmann, Rumbauer en een Tsjechische arts” samengesteld. Tot aan de bevrijding van het kamp speelde het orkest regelmatig marsmuziek, populaire en klassieke muziek. “De harmonicaspeler en zanger was Willi Heckmann.” Vanaf het moment dat hij deel uitmaakte van het groot orkest, werd Heckmann min of meer als een kapo behandeld. Hij werd in een commando geplaatst dat lichter werk verrichtte (transport, desinfectie) en bleef zo van de hardste concentratiekampopdrachten gespaard. De SS-leiding maakte duidelijk gebruik van zijn muzikaal talent om het kampleven emotioneel te beïnvloeden. Op 5 mei 1945 maakte hij de bevrijding van het concentratiekamp Mauthausen door de elfde Amerikaanse Pantserdivisie van het derde Amerikaanse leger mee.
Na de oorlog probeerde hij zich weer een plaats te verwerven als beroepsmuzikant, wat hem echter tijdens de rest van zijn leven slechts in beperkte mate ging lukken. Als gevolg van jarenlange zware arbeid in de steengroeve van het KZ Mauthausen leed hij aan reuma en aan een zenuwontsteking in de schouders en de armen, wat hem in de uitvoering van zijn beroep belemmerde. In 1954 diende hij een aanvraag voor vergoeding of schadeloosstelling in. Deze werd echter in 1960 afgewezen, met de opmerking dat hij “enkel als homoseksueel wegens misdaad tegen § 175 van het Strafwetboek gevangen was genomen”. Hierdoor had hij geen recht op vergoeding.
Wilhelm Heckmann werkte tot ongeveer 1964 in verschillende Duitse hotels en restaurants als solo entertainer. Hij overleed op 10 maart 1995 in Wuppertal, op zevenennegentigjarige leeftijd.